# 오리온 (우주선)

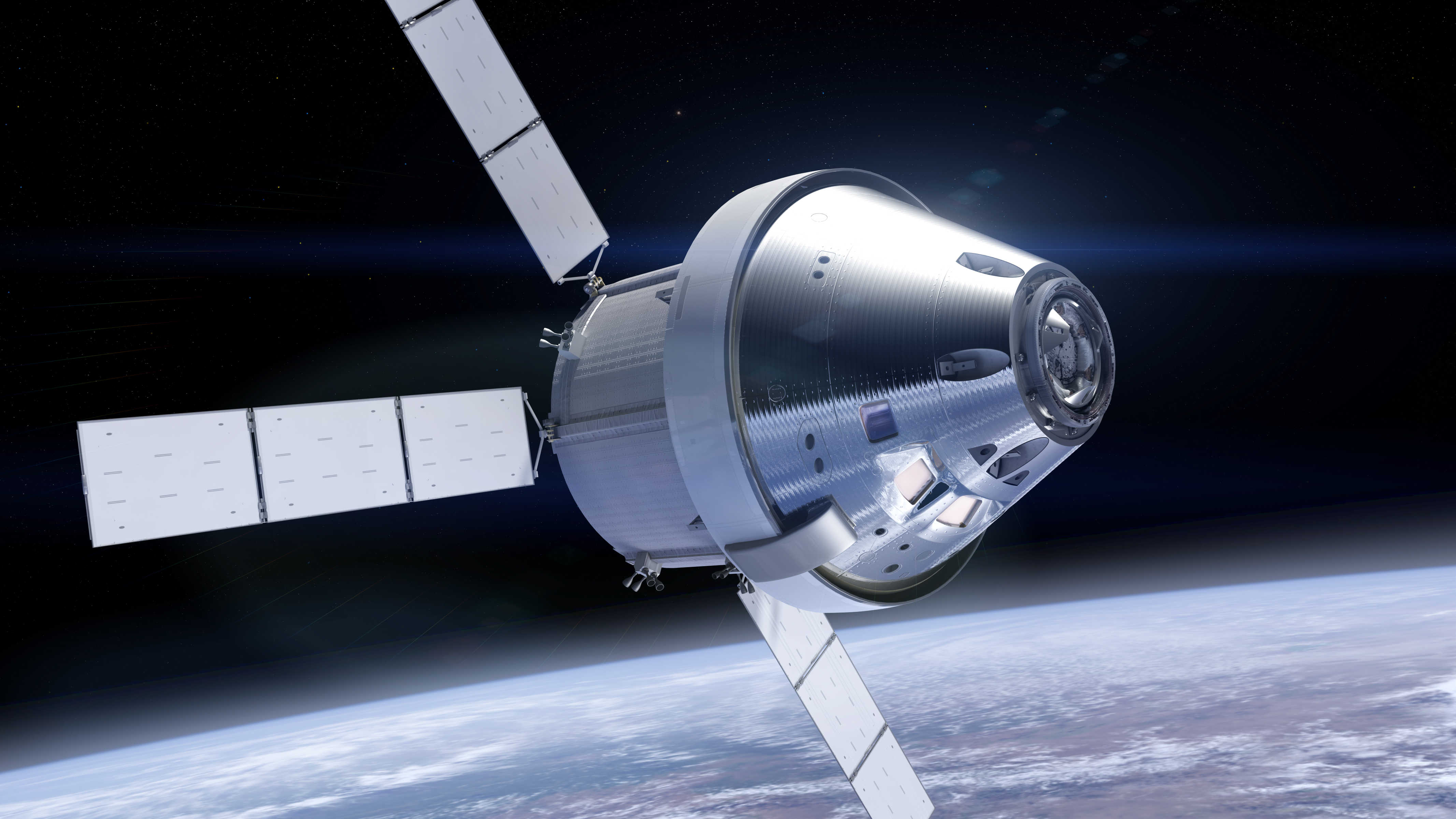
오리온의 모습.

오리온 다목적 유인 우주선(Orion Multi-Purpose Crew Vehicle)은 현재 미국 항공우주국이 개발 중인 우주선으로, 현재 퇴역한 우주왕복선의 뒤를 이어 미국의 차세대 유인우주선으로 사용될 예정이다. 최대 4명의 승무원을 탑승시킬 수 있으며 차후 진행될 미국의 유인 화성 탐사에 사용될 수 있는 심우주 탐사 능력을 갖추고 있다. 2014년 최초로 무인 시험 비행을 실시하였으며 첫 비행은 2022년으로 아르테미스 1호가 태우고 비행에 성공했다.

## 역사

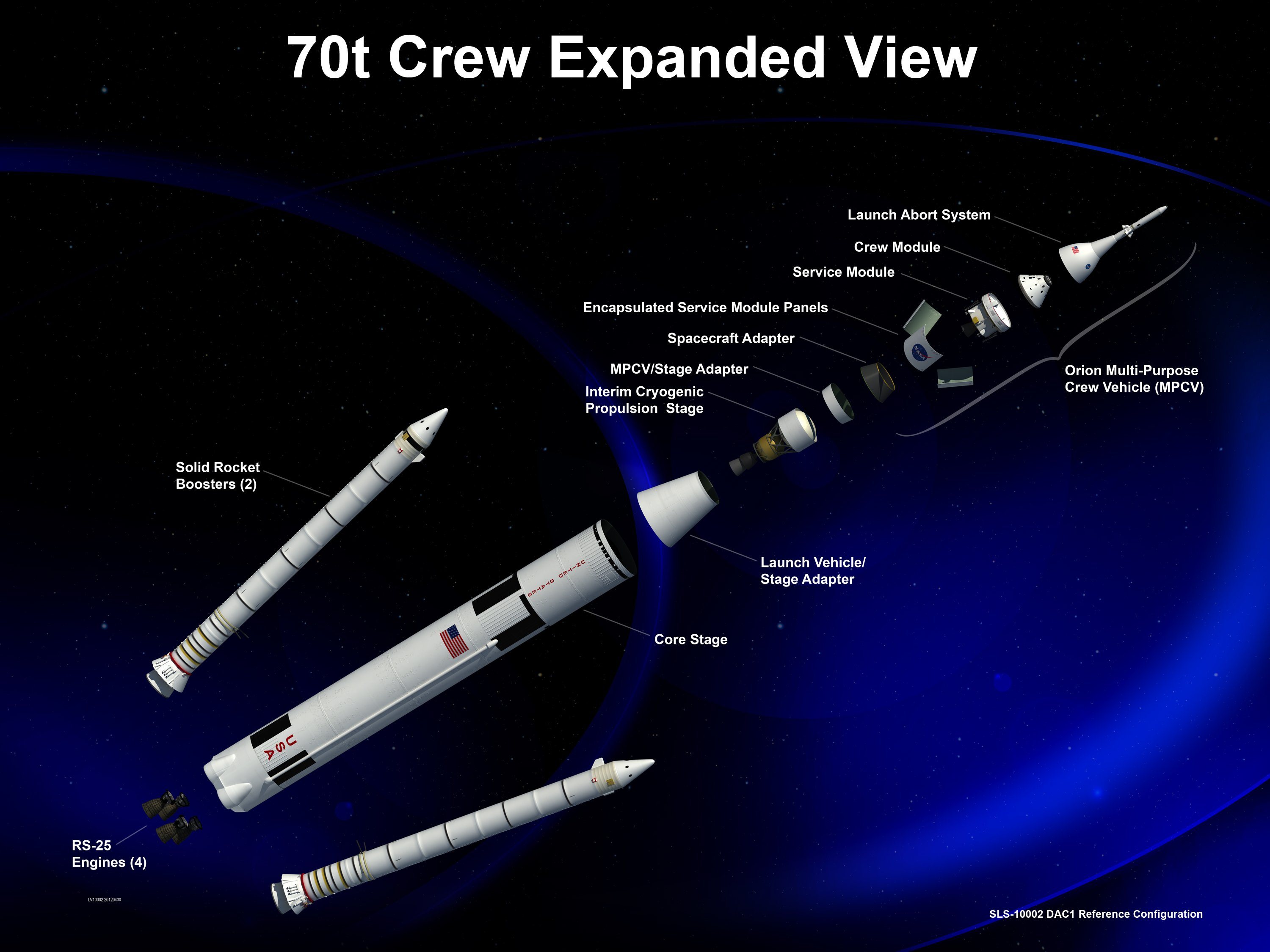
SLS 상단에 결합되는 오리온

오리온은 본래 컨스텔레이션 계획의 일부로 계획되었다. 당시의 이름은 CEV(Crew Exploration Vehicle)였으며 컬럼비아 우주왕복선 공중분해 사고 이후 우주왕복선의 퇴역 계획에 발맞춰 우주왕복선을 대체할 유인 우주선으로 계획되었다. 2004년 1월 14일 조지 W. 부시 미국 대통령은 컨스텔레이션 계획의 모체가 되는 우주 탐사 비전(Vision for Space Exploration)의 일부로서 CEV를 소개하였다.
| “ | 우리의 두 번째 목표는, 새로운 우주선인 CEV의 개발과 시험을 2008년까지는 마치고, 늦어도 2014년까지는 CEV에 의한 첫 번째 유인 우주 비행을 달성하는 것입니다. CEV는 현행 우주왕복선의 퇴역 이후 우주비행사들과 과학자들을 국제우주정거장까지 운반할 수 있는 능력을 보유할 것입니다. 그러나 이 우주선의 주 목적은 우주비행사들을 지구 궤도를 떠나 더 먼 곳까지 도달시키는 데에 두어질 것입니다. 이러한 종류로는 아폴로 사령선 이후 첫 번째 우주선이 될 것입니다. | ” |

오리온 우주선의 개발은 우주왕복선 컬럼비아 호의 사고와 그에 대한 컬럼비아 사고 조사 위원회의 조사 및 보고, 그리고 백악관의 미국 우주 계획에 대한 재검토의 결과로서의 측면을 가지고 있다. 우주왕복선을 대체하기 위한 또다른 계획이었던 록히드 마틴 X-33이 실패한 뒤 제안된 우주궤도항공기(Orbital Space Plane)까지 사실상 오리온 우주선 계획으로 대체되었다. 이때에는 오리온을 이용해 2020년까지 사람을 달에 도달시키고 이후 화성 등의 다른 태양계 행성들까지 도달시키는 목표를 가지고 있었다. 2006년 8월 31일, 미항공우주국은 록히드 마틴을 오리온 우주선의 설계, 개발, 제작에서 주계약자로 선정했다.
비록 오바마 행정부에 의해 컨스텔레이션 계획은 취소되었지만 오리온은 CEV 대신 MPCV라는 새로운 이름을 가지고 계속해서 개발되었다. 2014년 EFT-1(Exploration Flight Test 1)라는 이름으로 델타 IV 헤비 로켓에 실어 첫 시험 발사를 실시하였다. 2017년에는 SLS에 탑재되어 첫 임무인 EM-1(Exploration Mission-1)을 무인으로 수행할 계획이다.

## 설계

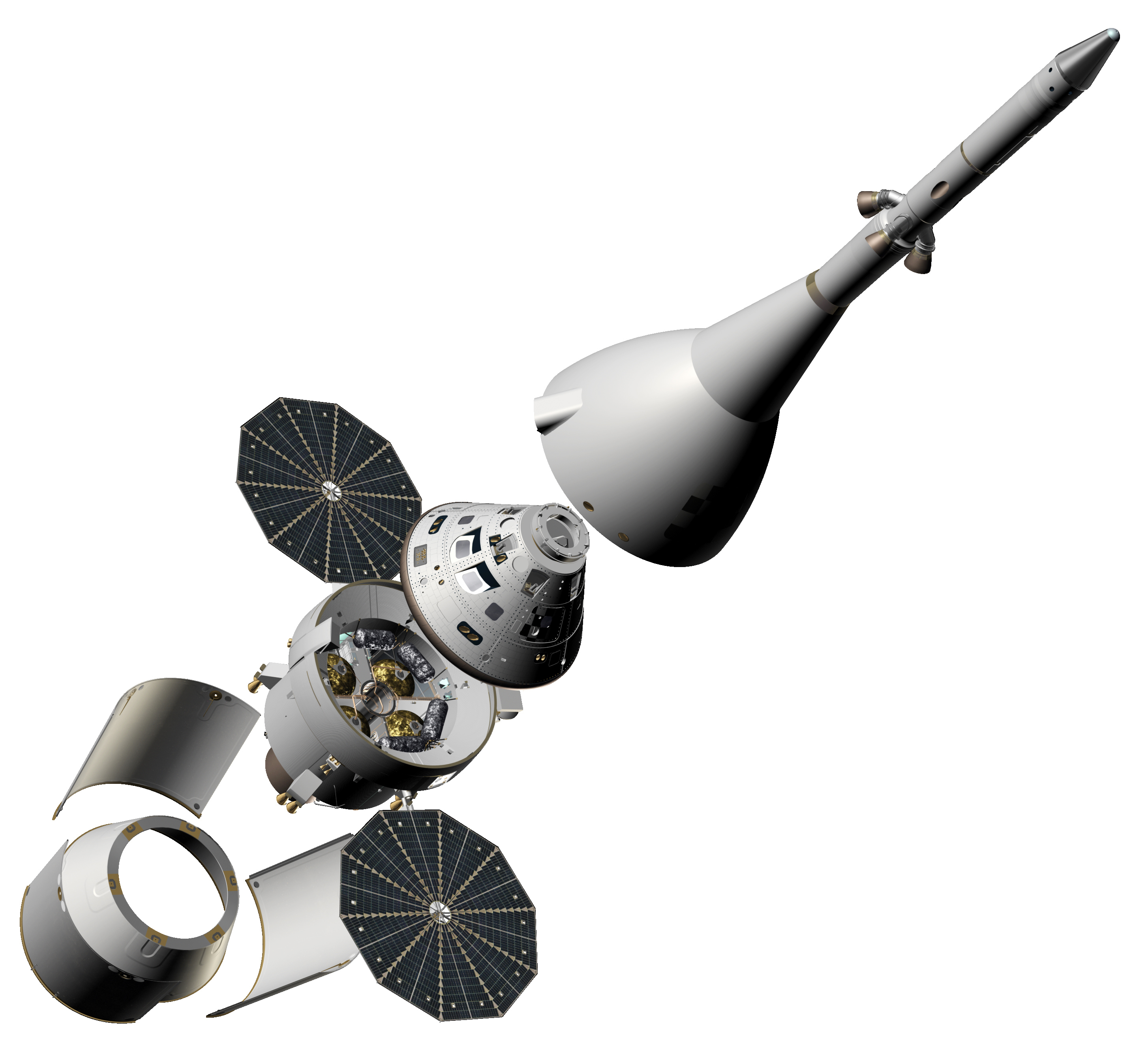
오리온의 구조도

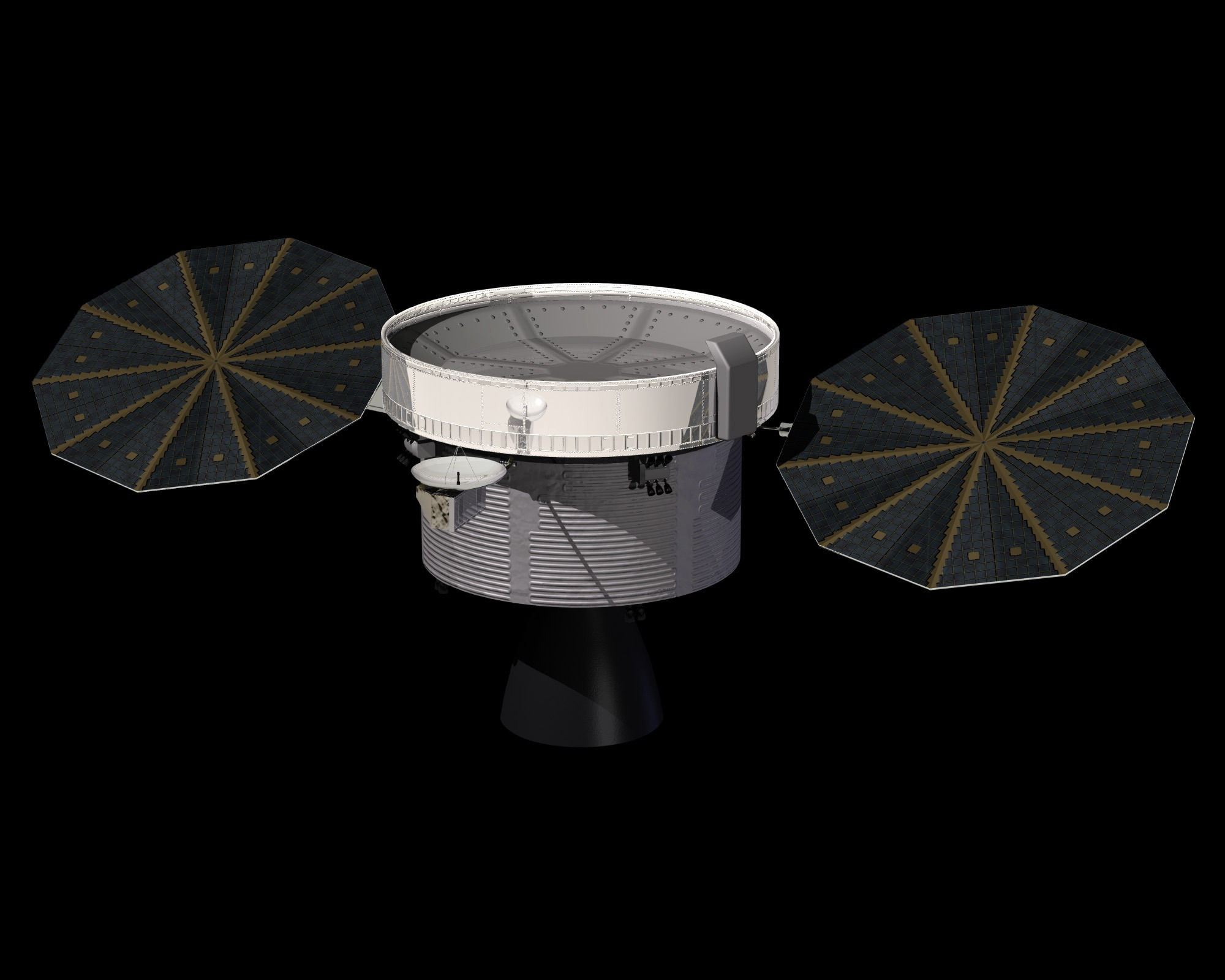
기존 서비스 모듈

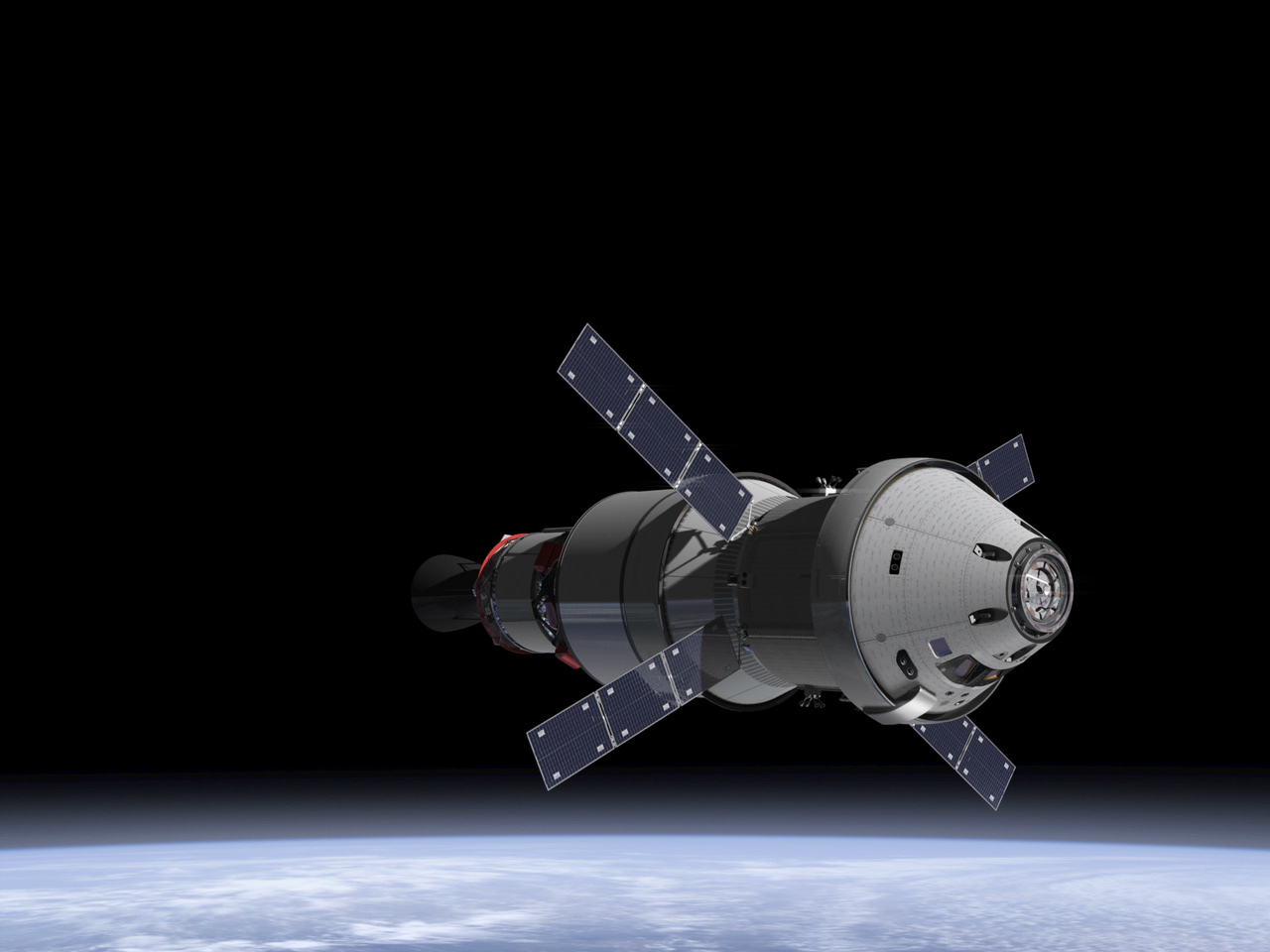
ATV 기반 서비스 모듈이 사용된 오리온. SLS의 2단과 결합되어 있다.

오리온 승무원 및 서비스 모듈(Crew and Service Module)은 원뿔형의 승무원 모듈(Crew Module)과 원통형의 서비스 모듈(Service Module)로 구성된다. 승무원이 탑승하는 곳은 승무원 모듈이고, 서비스 모듈에는 우주선의 추진장치 및 추가 장비들을 탑재하게 된다. 이러한 개념은 1967년에서 1975년까지 미항공우주국의 유인 우주비행에 사용되었던 아폴로 사령선 및 기계선에 기초하고 있지만, 내부적으로는 우주왕복선 계획을 통해 얻어진 성과의 결과물을 다수 포함하고 있다. 이에 대해, 탐사 체계 임무 이사회의 통합 사무처(Integration office in the Exploration Systems Mission Directorate) 실장인 닐 우드워드(Neil Woodward)는 "검증된 기술과 해결책을 이용함으로써 위험성을 낮출 수 있다"고 말하고 있다.
오리온에 들어가는 진보된 기술들은 다음과 같다.
- 진보된 항공전자 장비
- 자동 랑데부 및 도킹
- 진보된 생명 유지 및 폐기물 처리 장비
- 발사 중단 시스템
- 발전된 전력 및 열 차폐 시스템

### 승무원 모듈
오리온의 승무원 모듈에는 최대 4명의 승무원이 탑승할 수 있다. 초기에는 최대 6명의 승무원까지 탑승할 수 있도록 설계할 예정이었으나 축소되었다. 크기는 지름 5.02m(16 ft 5.5in), 길이 3.33m(10 ft 11in)이고 질량은 9.68t(21,350 lbs)이다. 거주 공간은 8.95m3(316 ft3)으로 아폴로 사령선의 6.17m3(218 ft3)보다 50%가량 넓다. 오리온은 기본적으로 21일간 임무를 수행 가능하고, 이는 최대 210일까지 연장될 수 있다.
오리온이 지구로 귀환할때는 서비스 모듈을 버리고 승무원 모듈만 귀환한다. 초기에는 에어백을 이용해 지상에 착륙하는 방식이 고려되었으나 현재는 해상에 착수하는 방식을 사용한다. 재돌입시 열을 차폐하기 위해서 삭마 방식의 단열재를 사용한다.

### 서비스 모듈
서비스 모듈에는 추진 및 전력 시스템이 들어가며 그 외에 승무원 모듈에서 필요한 산소와 질소, 물을 저장하고 공급한다. 승무원 모듈과 달리 지구 귀환시에는 분리되어 폐기된다. 초기에는 NASA에서 독자적으로 서비스 모듈을 개발할 예정이었으나 2013년 ATV를 기반으로 한 새로운 서비스 모듈이 선보였다. 2017년에 발사할 오리온의 첫번째 임무 EM-1에서 ATV 기반 서비스 모듈을 사용하기로 결정났지만, 현재 그 이후의 임무와 사용할 서비스 모듈의 종류는 발표되지 않았다.

#### 기존 서비스 모듈
기존 서비스 모듈의 지름은 승무원 모듈보다 약간 작은 4.22m(13 ft 10in)이고 길이는 5.59m(18 ft 4in), 총 질량은 12.3t(27,198 lbs)이며 그 중 8.0t(17,433 lbs)이 추진체이다. 추진을 위해서 우주왕복선의 궤도 기동 시스템 엔진을 기반으로 만든 33.4 kN(7500 lbs) 추력의 가압식 엔진을 사용하며, 그 외에 16개의 25파운드급의 반동 제어 시스템 추력기와 8개의 100파운드급 보조 추진기를 장착한다. 우주선에 필요한 전력을 생산하기 위해 기존의 아폴로와 우주왕복선에서 사용되었던 연료전지 대신 2개의 원형 '울트라플렉스'(UltraFlex) 태양전지판을 사용한다. 피닉스 화성 탐사선에 탑재되었던 것과 유사한 이 태양전지판은 지름 5.8m에 최대 6000W의 전력을 생산할 수 있다.

#### ATV 기반 서비스 모듈
2012년 11월 유럽우주국은 2017년 발사될 오리온의 서비스 모듈을 ATV 기반으로 제작할 용의가 있다고 통보했고, 2개월 뒤 NASA와 공식적으로 합의를 맺었다. 사용될 엔진은 여전히 궤도 기동 시스템 엔진을 기반으로 하지만 전력 시스템과 저장 탱크, 방열, 구조설계 등등은 기존 ATV에 사용된 기술을 바탕으로 오리온의 요구 사항에 맞도록 변경하여 사용한다. ESA에서는 이 서비스 모듈의 예비 설계 검토를 2014년 5월까지 완료할 계획이다.

### 발사 중단 시스템
오리온에는 발사 도중 긴급히 탈출하여야 하는 상황을 대비하여 발사 중단 시스템 (LAS, Launch Abort System)이 포함되어 있다. LAS는 오리온의 상단에 결합되며 비상시 승무원 모듈을 끌고 약 2,200 kN(500,000 lbs)의 추력으로 안전한 거리까지 날아간 뒤, 낙하산을 펼칠 수 있도록 승무원 모듈과 분리된다. 만약 정상적으로 발사가 성공할 경우에는 사출 모터가 작동하여 본체로부터 분리된다. 발사 중단 시스템은 아폴로 우주선에는 있었지만 우주왕복선에서는 삭제되었고, 이로 인해 안전성에 대해 의문이 제기되었었다.

## 발사

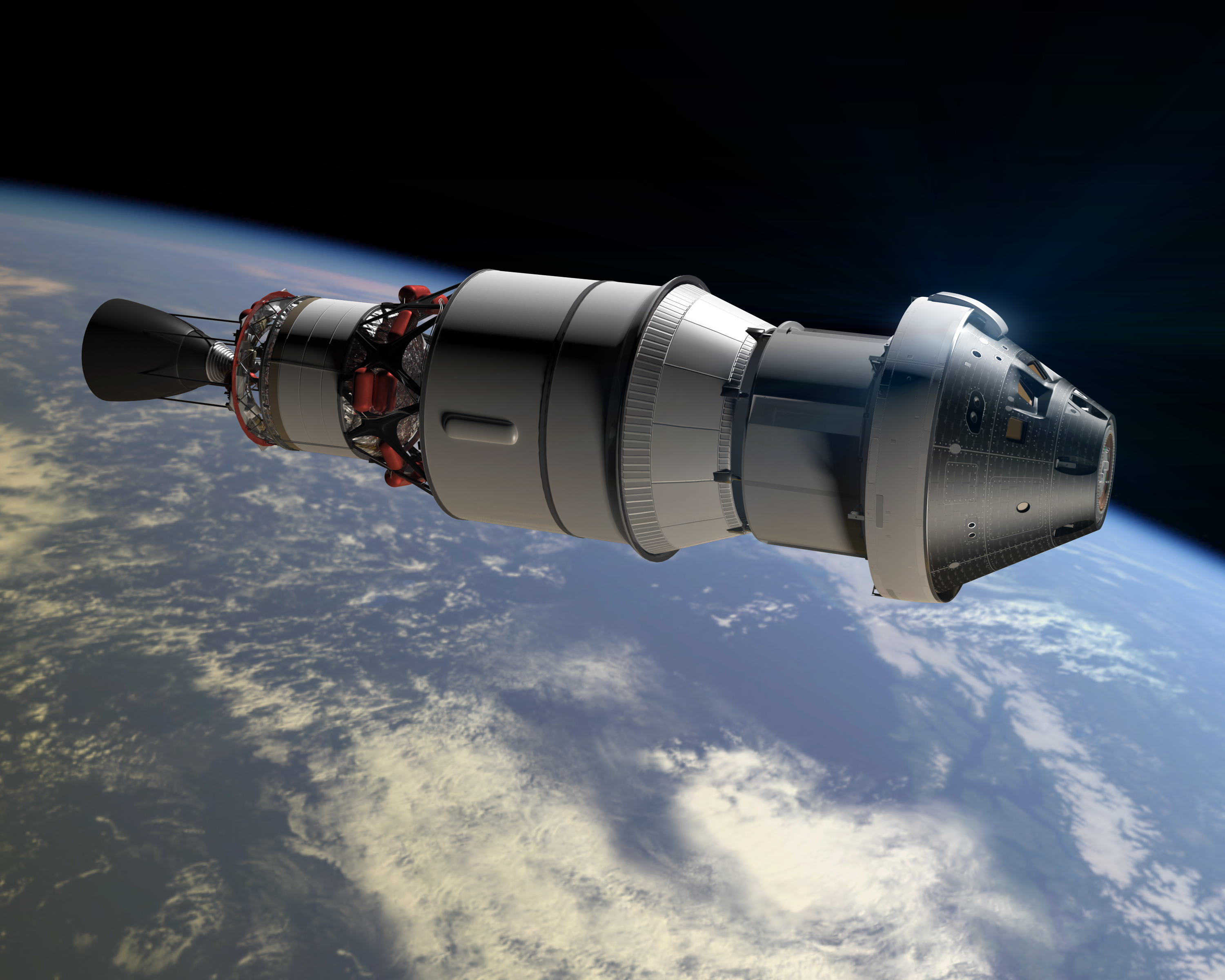
EFT-1으로 발사된 오리온과 델타 IV 헤비 상단

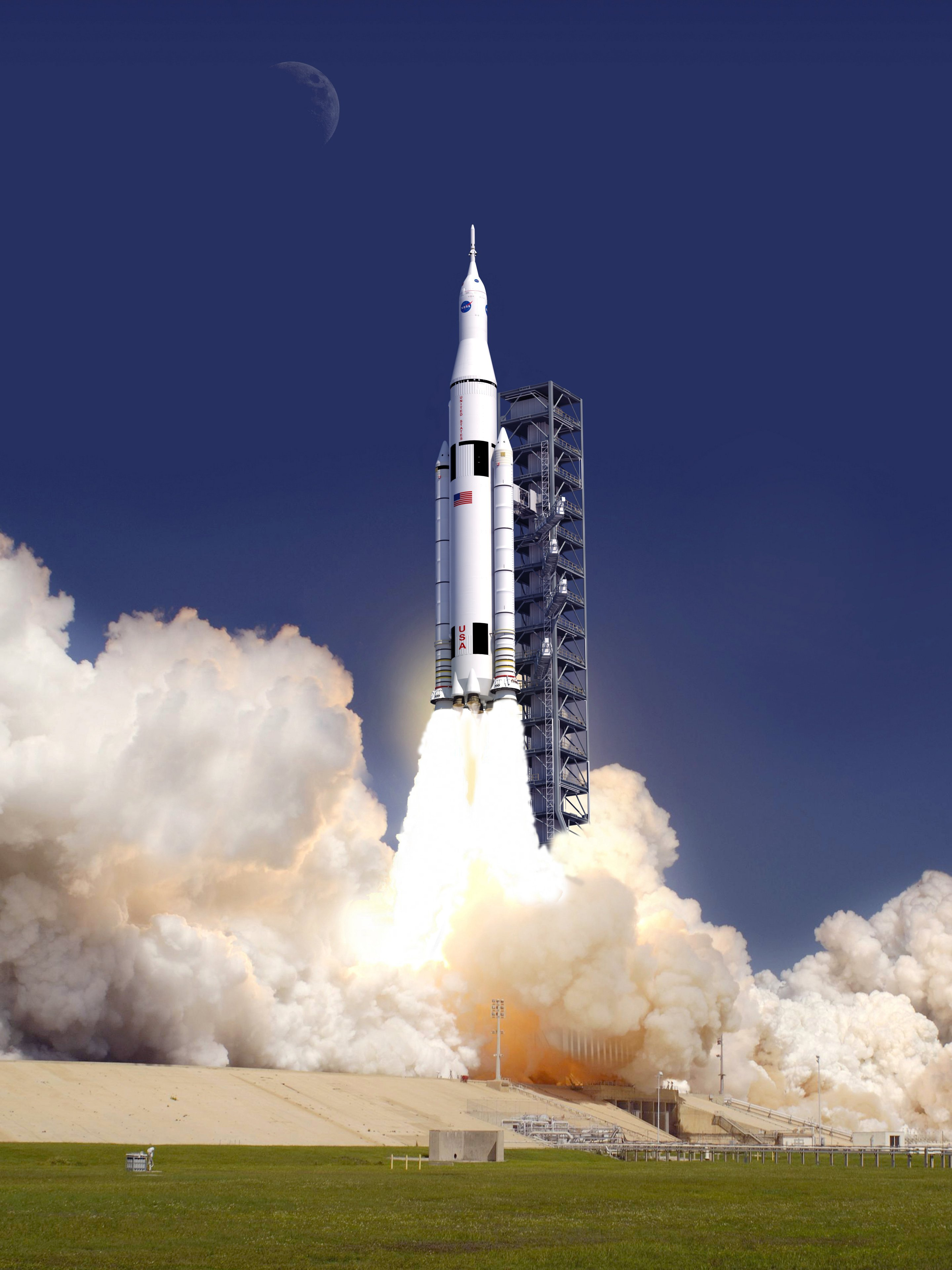
오리온을 탑재한 SLS의 발사 모습을 애니메이션으로 표현

오리온은 2014년 델타 IV 헤비 발사체를 이용한 첫 시험 발사인 EFT-1를 수행하였다. 이 때 완전한 승무원 모듈과 LAS, 그리고 구조 성능만이 포함된 서비스 모듈이 발사되었다. 발사 후 오리온은 델타 IV의 2단과 함께 400 km (250 mi) 고도에서 지구 궤도를 한바퀴 돈 뒤, 재돌입 성능을 시험하기 위해 엔진을 점화해 5,800 km (3,600 mi) 고도까지 올라갔다. 재돌입시 속도는 32,000 km/h (20,000 mi/h)까지 올라갔으며, 이때 온도는 약 2,200 °C (4,000 °F)까지 올라갔다. 이후 오리온은 낙하산을 이용해 감속하여 캘리포니아 인근 해상에 착수하여 회수되었다.
오리온을 사용하는 첫 실제 임무는 2017년 실시될 EM-1(Exploration Mission-1)이다. 이는 무인 오리온을 SLS에 탑재해 달까지 왕복하는 자유 귀환 궤도를 도는 임무로, 실제 유인 비행 이전에 성능을 점검하는 것이 주요 목적이다. 두번째 임무는 2021년 시행할 EM-2로, 4명의 승무원을 탑승시키고 달 궤도를 돌거나 포획한 소행성을 탐사할 계획이다.

## 같이 보기
- 소유스 (우주선)
- ULA
- 우주왕복선(스페이스셔틀)
- 우주 발사 시스템
- 컨스텔레이션 계획
- 아르테미스 1호